# Mika'ela Fisher
Mika'ela Fisher (Baviera, Alemania; 25 de febrero de 1975), también conocido como Mika'Ela Fisher o Mikaela Fisher,  es una actriz y modelo alemana.

## Filmografía
- 2005: Home Cinema
- 2006: Ne le dis à personne
- 2006: Everyone Is Beautiful John Galliano Show
- 2007: Retour au pays
- 2007: La promenade
- 2008: Lisa
- 2008: Pour Elle
- 2009: The lost door
- 2010: Image particulière
- 2011: Boro in the Box
- 2011: Out of Fashion:Maison Martin Margiela
- 2012: The naked leading the blind
- 2013: Colt 45
- 2013: Die Tapferen Haende im Chaos der Zeit[3]·[4]
- 2014: Victory's Short
- 2014: Entre vents et marées
- 2015: Männin[5]
- 2017: Odile dans la vallée
- 2017: The Womencollection
- 2017: L'architecte textile